# Bepaling (taalkunde)
In de zinsontleding, het onderdeel van de taalkunde dat de syntactische structuur van zinnen beschrijft, is een bepaling (of: adjunct) een woord of zinsdeel dat kan worden weggelaten zonder de zin ongrammaticaal te maken, en zonder de betekenis wezenlijk te veranderen. Een bepaling behoort dus niet tot de kernargumenten van de zin.
Een bepaling heeft betrekking op de zin als geheel of een zinsdeel binnen de zin en verschaft daar nadere informatie over; vandaar de naam.
Datgene waar de bepaling betrekking op heeft wordt het antecedent van de bepaling genoemd.
Heeft een zinsdeel de vorm en positie van een bepaling, maar kan het niet worden weggelaten omdat een in de zin gebruikt werkwoord een dergelijk zinsdeel vereist, dan wordt het zinsdeel geen bepaling genoemd, maar een complement.
Wel kan weglating van een bepaling een omzetting van de woordvolgorde in de zin noodzakelijk maken.

## Soorten
Bepalingen worden op verschillende manieren onderverdeeld in soorten:
- op grond van het zinsdeelsoort van het zinsdeel dat ze nader bepalen:[1]
  - de zinsbepaling heeft betrekking op de gehele (overige) zin; bijvoorbeeld: we moeten zeker handelen
  - de predicaatsbepaling,[2] ook wel bepaling van gesteldheid, predicatieve of dubbelverbonden bepaling[3] genoemd, heeft betrekking op een predicaat in de zin; bijvoorbeeld: we moeten snel handelen
  - de interne bepaling heeft betrekking op een ander soort zinsdeel: bijvoorbeeld: we moeten heel snel handelen
- op grond van hun eigen zinsdeelsoort:
  - de bijvoeglijke bepaling is een bijvoeglijk naamwoord of bijvoeglijke groep - in de traditionele zinsontleding worden ze geen bepaling genoemd; bijvoorbeeld: dat was een heel snelle handeling
  - de bijwoordelijke bepaling is een bijwoord of bijwoordelijke groep - dit geldt voor de meeste bepalingen; bijvoorbeeld: we moeten heel snel handelen
  - de voorzetselbepaling is een voorzetselgroep - de meeste hiervan zijn bijwoordelijke bepalingen; bijvoorbeeld: we moeten in de grootst mogelijke haast handelen
- op grond van het soort informatie dat ze toevoegen:
  - de bepaling van tijd; bijvoorbeeld: we moeten morgen handelen
  - de bepaling van plaats; bijvoorbeeld: we moeten in de dichtstbijzijnde stad handelen
  - de bepaling van hoedanigheid; bijvoorbeeld: we moeten slim handelen
  - de bepaling van getal (ook numerieke bepaling genoemd); bijvoorbeeld: we moeten tweemaal handelen
  - de bepaling van gevolg; bijvoorbeeld: we moeten ons ziek werken
  - de determinatieve bepaling: woorden of zinsdelen die bepaaldheid of onbepaaldheid specificeren, zoals lidwoorden - in de traditionele zinsontleding worden ze geen bepaling genoemd; bijvoorbeeld: sommige mensen gaan een stad bezoeken
- op grond van een speciale eigenschap:
  - de losse ablatief; bijvoorbeeld: eenmaal hersteld kunnen we snel handelen
- op grond van de positie ten opzichte van het antecedent:
  - de voor- en nabepaling; bijvoorbeeld: een snelle handeling, resp. een handeling met enorme snelheid

Dit is geen uitputtende lijst; verschillende auteurs hanteren verschillende indelingen.
Niet al deze indelingen zijn op alle soorten bepalingen van toepassing.
Een bepalend woord is een bepaling die uit een enkel woord bestaat.

## Voorbeelden
```
Het is gisteren erg laat geworden.
```

Deze zin bevat twee bepalingen:, waarvan sommige bepalende woorden:
- gisteren is een zinsbepaling, een bijwoordelijke bepaling van tijd;
- (erg) laat heeft de vorm van een bepaling, maar is een complement;
- erg is een bijwoordelijke bepaling bij laat.

```
Gisteren is het erg laat geworden.
```

Voor deze zin geldt hetzelfde. In het Nederlands kunnen zinsbepalingen vooropgeplaatst worden, waarbij in de rest van de zin het werkwoord voorop wordt geplaatst ; gisteren kan daardoor niet worden weggelaten zonder de woordvolgorde van de resterende zin te veranderen.
```
Met de Kerst gaat dit uit vier personen bestaande gezin als de bliksem de zon achterna.
```

Deze zin bevat de volgende bepalingen:
- met de Kerst is een zinsbepaling, een voorzetselbepaling, en een bijwoordelijke bepaling van tijd;
- dit uit vier personen bestaande is een bijvoeglijke voorbepaling bij gezin;
- uit vier personen bestaande kan worden gezien als bijvoeglijke nabepaling bij dit of als bijvoeglijke voorbepaling bij gezin;
- als de bliksem is een zinsbepaling, bijwoordelijke bepaling van hoedanigheid, en voorzetselbepaling;
- achterna zou een voorzetselbepaling, een nabepaling bij de zon, en een bijwoordelijke bepaling van richting zijn, als het zou kunnen worden weggelaten zonder de zin ongrammaticaal te maken.

## Moeilijkheden bij de definitie
Uit deze voorbeelden moge blijken dat zinsontleding al snel ingewikkeld wordt. Een van de terreinen waarop moeilijkheden ontstaan is het bepalen van het onderscheid tussen een bepaling en een complement. Het werkwoord gaan vereist bijvoorbeeld soms een complement (dat de bestemming of te volgen weg aanduidt), maar soms ook niet (Ik ga!) De traditionele zinsontleding erkent deze moeilijkheid, maar biedt er geen algemeen aanvaarde oplossing voor.
Een universeel aanvaarde exacte definitie van het begrip bepaling zou alleen te geven zijn op basis van een algemeen aanvaarde methode van zinsontleding die voor alle mogelijke zinnen een unieke ontleding geeft waarover alle deskundigen het eens zijn; maar die bestaat niet. Het verdient daarom aanbeveling om bij het toepassen van zinsontleding te verwijzen naar een specifieke methode en de terminologie en beperkingen daarvan voor lief te nemen.